# Hradište (district de Poltár)
Pour les articles homonymes, voir Hradište.
Hradište (hongrois : Várkút) est un village de Slovaquie situé dans la région de Banská Bystrica.

## Histoire
La première mention écrite du village date de 1411.

## Démographie

### Évolution de la population
| Année:               | 1994. | 2004.   | 2014.    | 2024.   |
| -------------------- | ----- | ------- | -------- | ------- |
| Nombre de personnes: | 306   | 290     | 245      | 226     |
| Différence:          |       | -5,22 % | -15,51 % | -7,75 % |

| Année:               | 2023. | 2024.   |
| -------------------- | ----- | ------- |
| Nombre de personnes: | 224   | 226     |
| Différence:          |       | +0,89 % |